# یواس‌اس فیتچ (دی‌دی-۴۶۲)
یواس‌اس فیتچ (دی‌دی-۴۶۲) (به انگلیسی: USS Fitch (DD-462)) یک کشتی بود که طول آن ۳۴۸ فوت ۳ اینچ (۱۰۶٫۱۵ متر) بود. این کشتی در سال ۱۹۴۱ ساخته شد.